# Rio Taquari-Mirim
Le rio Taquari-Mirim (la « petite rivière des Taquaras », en tupi-guarani) est un cours d'eau brésilien de l'État du Rio Grande do Sul.
C'est un affluent de la rive droite du rio Taquari.